# Абалов, Дмитрий Сергеевич
Дмитрий Сергеевич Абалов (род. 6 мая 1982) — российский хоккеист, нападающий.
Воспитанник петербургского СКА. Единственный сезон на профессиональном уровне провёл в первой лиге чемпионата России 2000/01 в составе «СКА-2» — 6 (4+2) очков в 41 игре. Единственный матч в Суперлиге за СКА сыграл 9 декабря 2000 года, когда основной состав улетел в США на матчи со студенческими клубами, и в гостевом матче с новокузнецким «Металлургом» (0:13) вышли дублёры.
Затем — игрок любительских команд. В сезонах 2002/03 — 2003/04 выступал за клуб «Русшина-Инвест» / «Карелия-Русшина» (Петрозаводск). С сезона 2003/04 — игрок команды «Колатом» (Полярные Зори) из чемпионата Мурманской области и Северной военной хоккейной лиги.
В июне 2022 года играл в выставочном матче «СКА 82 г.р.» — «СКА 81/83 г.р.» (4:3).